# Villa comunale Giuseppe Mazzini
(Edward Lear, Diario di un viaggio a piedi – Reggio Calabria e la sua provincia, 1847)
La villa comunale "Giuseppe Mazzini" è un parco pubblico di Palmi, e rientra nell'elenco dei monumenti nazionali. La villa sorge nel centro storico cittadino e dalla sua balconata sono ammirabili il mar Tirreno, lo stretto di Messina, le isole Eolie, Bagnara Calabra e Scilla.

## Storia

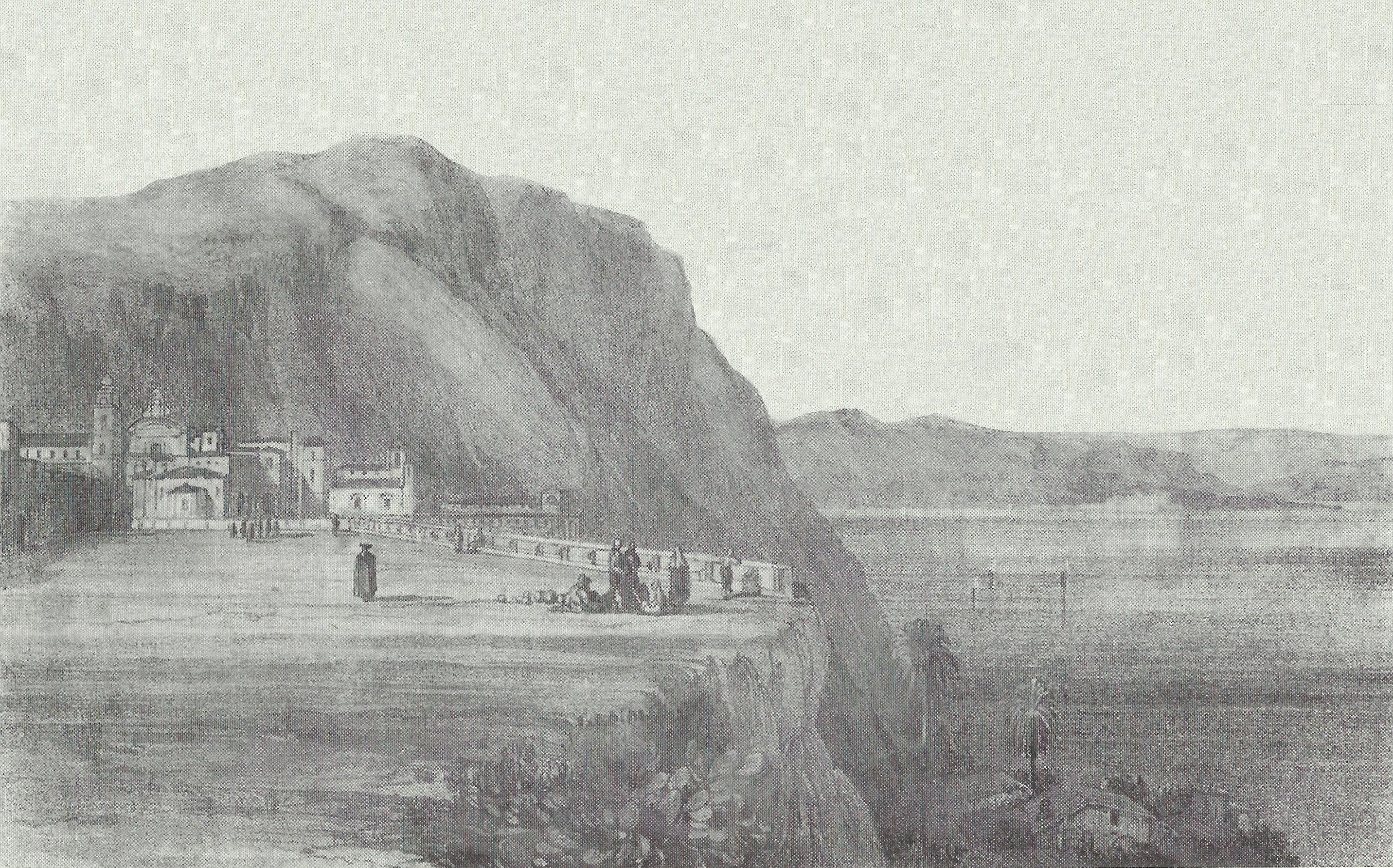
Il «Piano delle Muraglie» nel 1847, dipinto da Edward Lear.

Nel XIX secolo, dove ora sorge la villa comunale, vi era un altipiano. Per rendere fruibile quel luogo panoramico, nel quale vi era un notevole strapiombo, si costruì un grande muro di mattoni, sostenuto da imponenti arcate. Per questo motivo il luogo prese il nome di «Piano delle Muraglie».
Nel 1870 l'amministrazione comunale guidata da Casimiro Coscinà incaricò il botanico Heinrich Fehr di progettare in quel luogo un parco pubblico. Ultimata nel 1871, la villa venne abbellita in seguito con degli alberi, un palco per la musica, una fontana collocata all'ingresso dalla strada dei Tribunali ed un muro di cinta in pietra granitica. La villa inoltre fu dotata di illuminazione, per consentirne la frequentazione nelle ore notturne.
Il parco subì gravi danni ad opera del terremoto del 1894, che ebbe in Palmi il suo epicentro.
Nel 1927 venne emanato un decreto di vincolo del parco per «scene panoramiche che da quel luogo si godono» e, sempre in quegli anni, fu intitolato al re d'Italia Umberto I.
Nel 1945 la villa fu intitolata a Giuseppe Mazzini.
L'ultimo restauro del parco avvenne nel 1998. Tra i lavori principali vi fu la pavimentazione, con sampietrini, di tutti i vialetti interni al parco.

## Descrizione

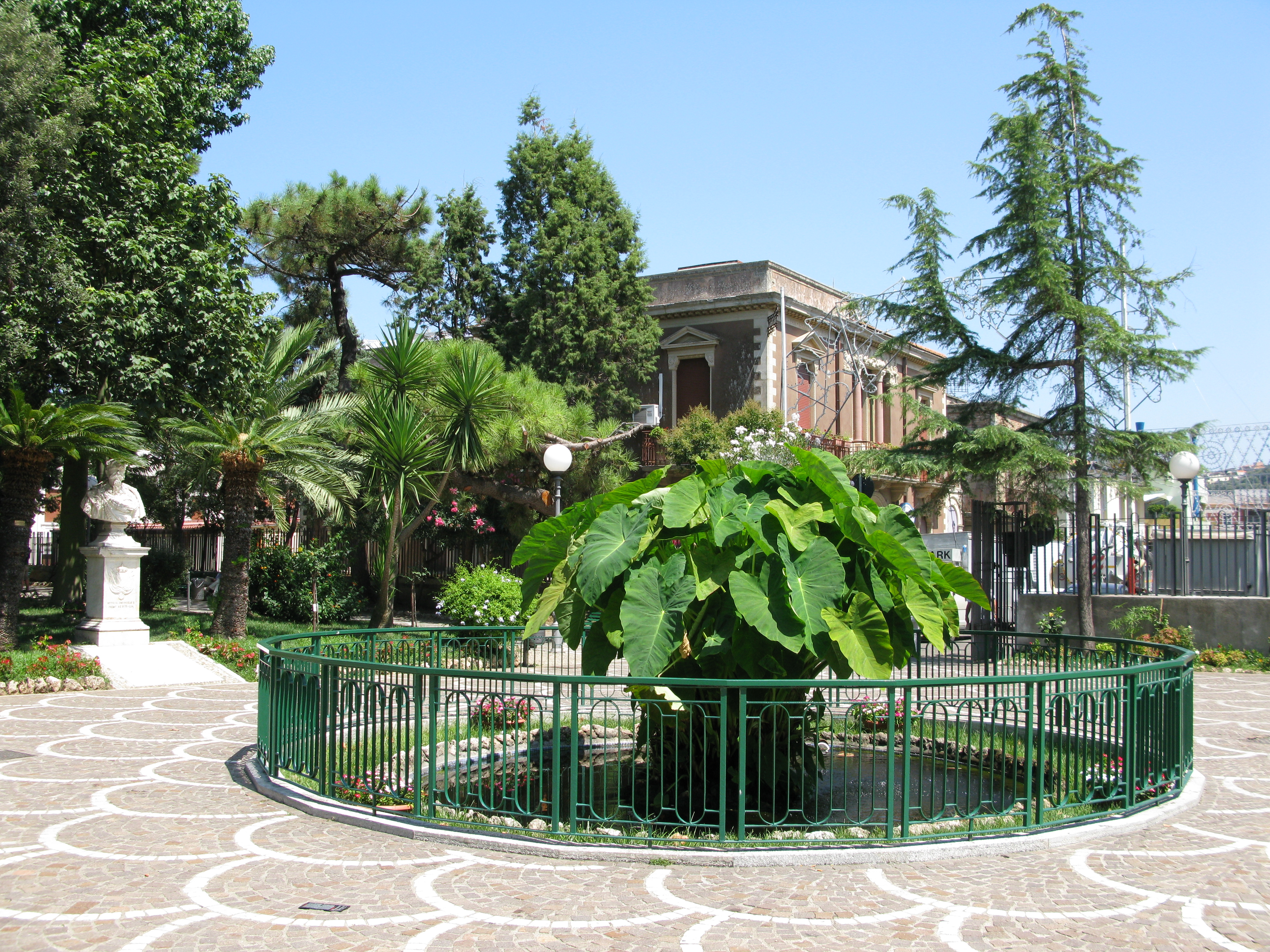
La fontana centrale con, sullo sfondo, il busto di Vittorio Emanuele III.

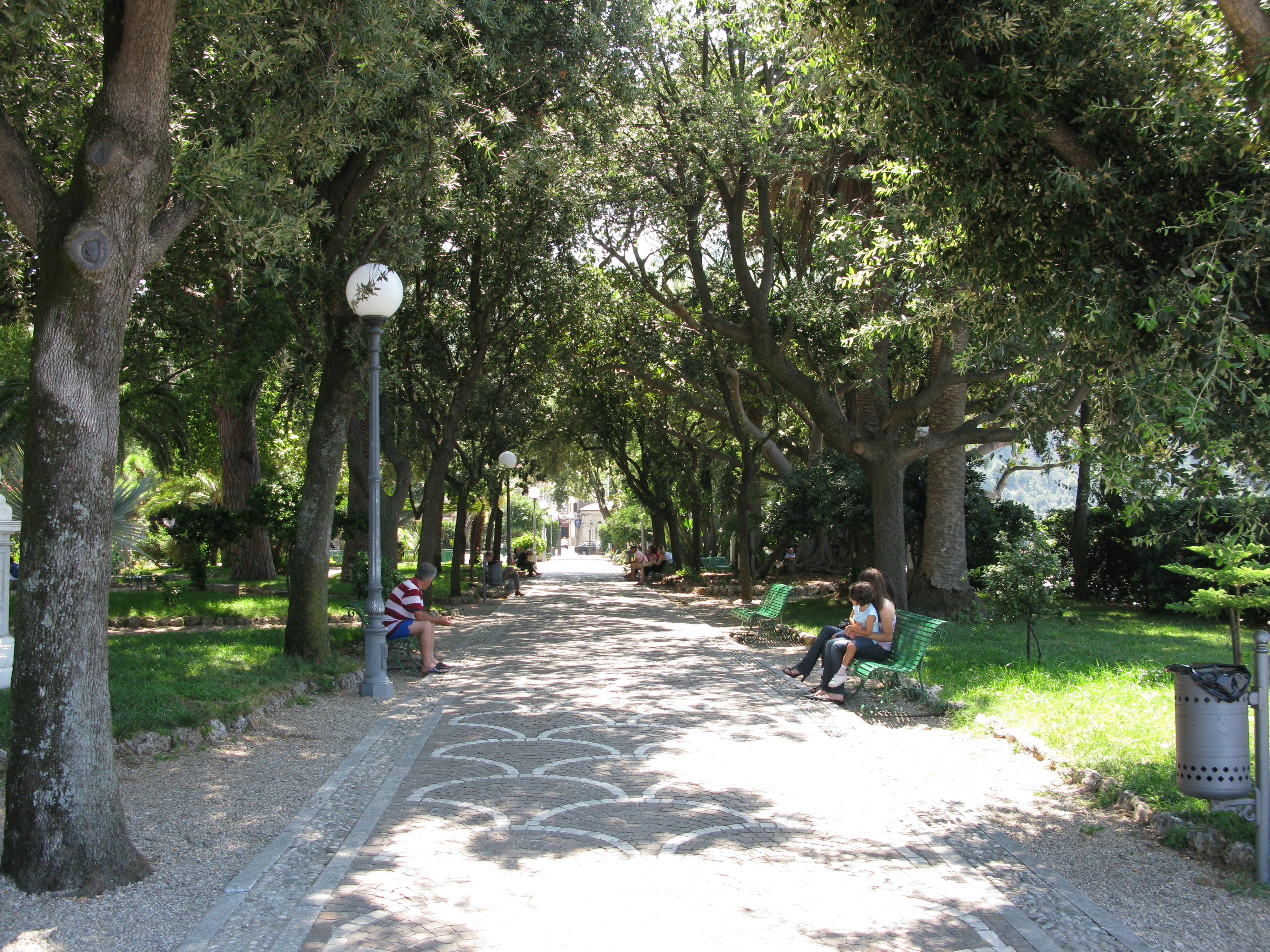
Il viale centrale della villa.

La villa è dotata di molte alberature di alto fusto, palme, aiuole e vialetti in sampietrini, panchine, giochi per bambini nonché un palco musicale fisso, un bar-ristorante ed una fontana. Il viale centrale della villa è intitolato ai due botanici Enrico Fehr ed Umberto Irrera.
All'interno del parco vi sono alcune opere d'arte, consistenti principalmente in busti di marmo di personalità locali e nazionali. A questi si aggiunge una statua di donna in marmo bianco (2012), realizzata dall'artista Maurizio Carnevali, ed un antico cannone rinvenuto nelle acque antistanti la costa palmese, poggiato su di una base di granito.

### Busti in marmo
L'elenco delle personalità raffigurate nei busti di marmo è il seguente:
- Giuseppe Garibaldi (1883), opera di Giovanni Belardinelli;
- Vittorio Emanuele II (1878), opera di Rocco Larussa;
- Casimiro Coscinà, opera di Giovanni Belardinelli;
- Nicola Antonio Manfroce (1913), opera di Vincenzo Jerace;
- Francesco Carbone (1963), opera di Antonio Badolati;
- Felice Battaglia (2004);
- Domenico Antonio Cardone (2004).

Durante il periodo fascista vi era anche il busto di Michele Bianchi, rimosso nel dopoguerra.

## Curiosità
In occasione dei festeggiamenti della Varia di Palmi, dal 2013 inserita nel patrimonio orale e immateriale dell'umanità dell'UNESCO, la villa comunale è la sede delle elezioni, con votazione popolare, di coloro che rappresentano l'Animella e il Padreterno sopra il carro votivo.